# Fuerzas Armadas de Abjasia
Las Fuerzas Armadas de Abjasia son el brazo armado de la República de Abjasia.
El Ministerio de Defensa y el Estado Mayor General de las Fuerzas Armadas de Abjasia fue oficialmente creado el 12 de octubre de 1992, luego del estallido de la guerra de Abjasia (1992-1993) con Georgia. El núcleo de las fuerzas armadas se componía de la Guardia Nacional de Abjasia, de base étnica, creada a principios de 1992, antes de la guerra. 
Durante la guerra, con la ayuda crítica[cita requerida] de la Confederación de Pueblos Montañeses del Cáucaso, Cosacos y de los voluntarios de unidades regulares del ejército ruso[cita requerida] estacionados en o cerca de Abjasia, las Fuerzas Armadas de Abjasia derrotaron a las tropas georgianas. Después de la guerra, aproximadamente el 80% de la población de etnia georgiana abandono el territorio controlado por las autoridades abjasias[cita requerida]. La mayoría del equipamiento viene de la división aerotransportada rusa estacionada en Gudauta[cita requerida], o han sido capturados a las fuerzas georgianas.

## Organización

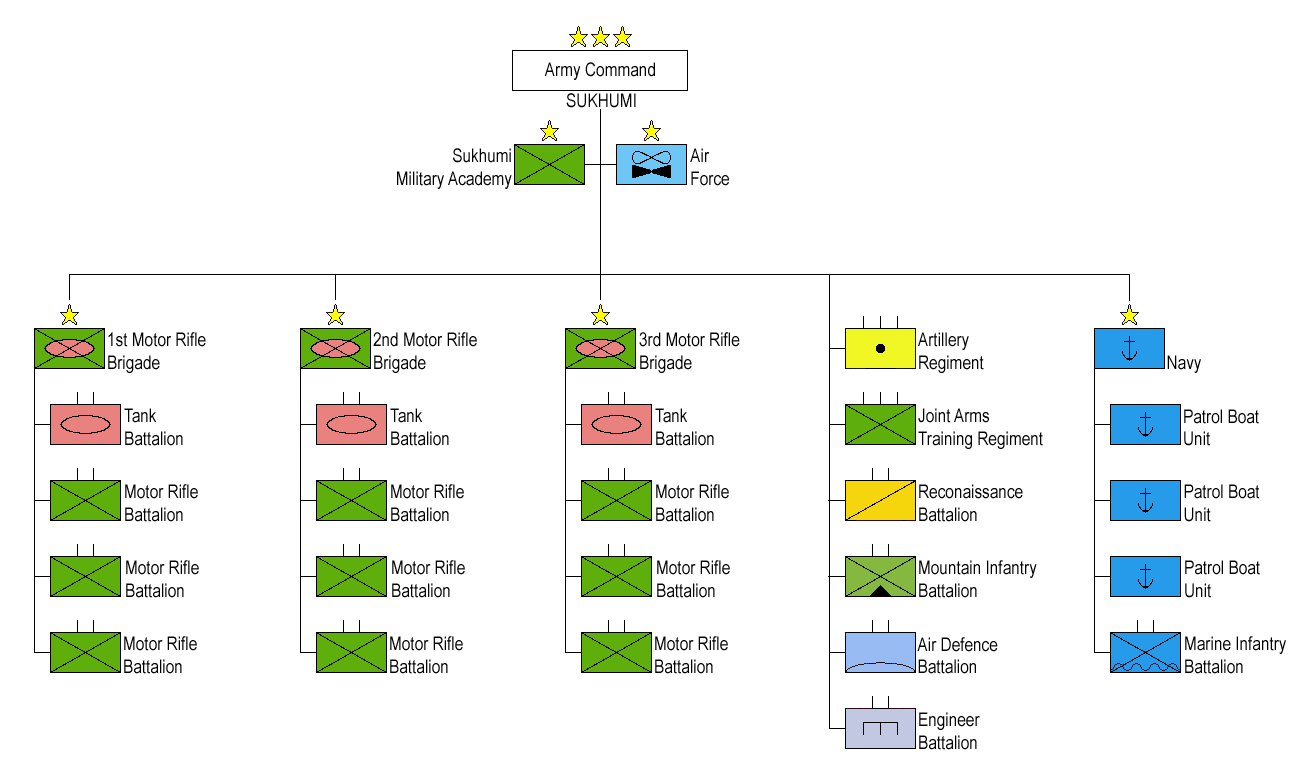
Estructura de las Fuerzas Armadas de Abjasia.